# Смирнова, Таисья Алексеевна
Таисья Алексеевна Смирнова — советский хозяйственный, государственный и политический деятель, Герой Социалистического Труда.

## Биография
Родилась в 1902 году в деревне Голичиха. Член КПСС.
С 1920 года — на хозяйственной, общественной и политической работе. В 1920—1956 гг. — работница в хозяйстве родителей, колхозница, телятница племенного молочного совхоза «Караваево» Костромского района Костромской области, участница выведения Костромской породы крупного рогатого скота.
Указом Президиума Верховного Совета СССР от 4 марта 1953 года присвоено звание Героя Социалистического Труда с вручением ордена Ленина и золотой медали «Серп и Молот».
Мать дважды Героя Социалистического Труда Смирновой Нины Апполинарьевны.
Умерла в селе Караваево в 1980 году.